# Glastonbury Tor

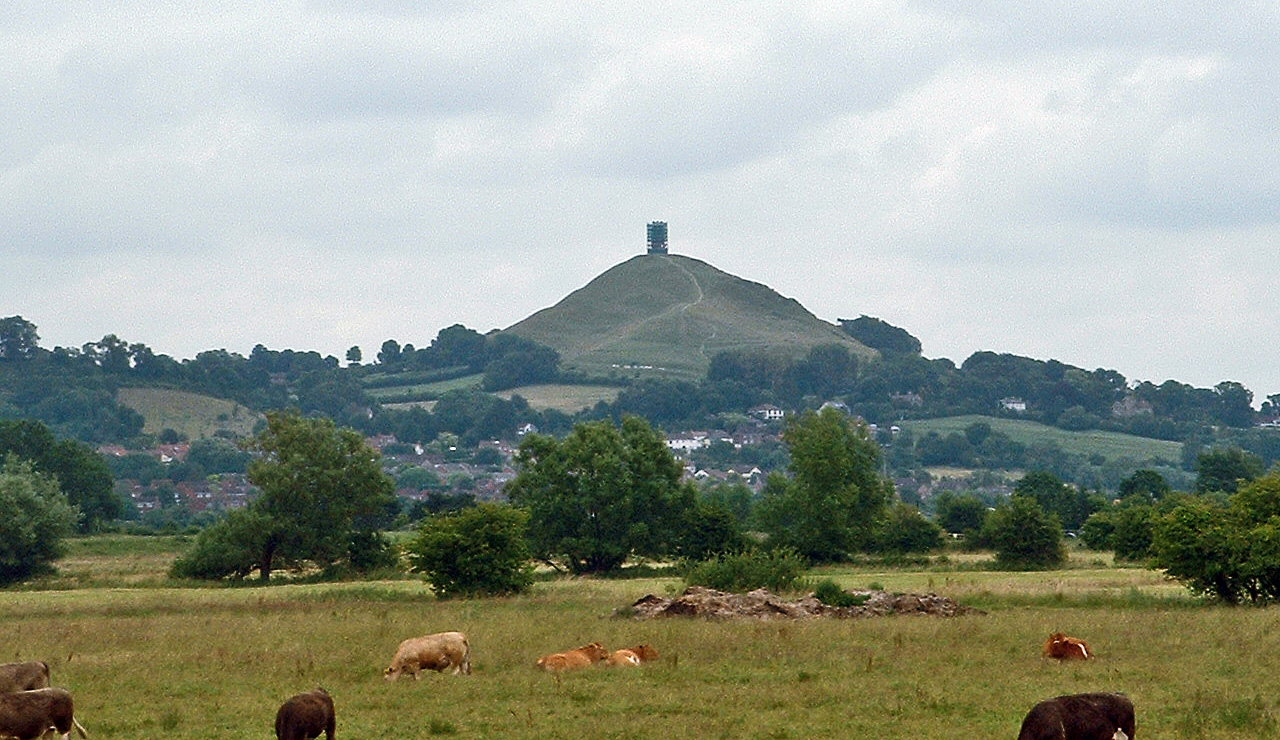
Vista do Glastonbury Tor ao longe.

O Glastonbury Tor é um tor de 158 metros de altura localizada em Glastonbury, Somerset, Inglaterra, em cujo cume está localizada a igreja de São Miguel, que não possui teto.
Tor é uma palavra celta que significa "montanha". O formato da montanha, com sete níveis de terraço, é um mistério. Suspeita-se que possam ter servido para agricultura, pecuária ou como mecanismo de defesa.